# Колокольцов, Александр Сергеевич
Александр Сергеевич Колокольцов (Колокольцев; 21 сентября 1870 — декабрь 1932) — генерал-майор русской армии и Оренбургского казачества, герой Белого движения, продолжатель одного из старейших русских родов Колокольцовых (Ветвь Оренбургского казачества). Брат К. С. Колокольцева.

## Учёба
Родился в семье чиновника 1-го ВО ОКВ в станице Оренбургская. Окончил Оренбургскую военную прогимназию (1888), ОКЮУ по 1 р. (1891). На службе с 01.09.1888. Подхорунжий (с 1891). Хорунжий (с 19.03.1894). Сотник (с 01.07.1898 со ст. с 19.03.1898). Подъесаул (с 01.07.1903 со ст. с 19.03.1902). Есаул (с 29.04.1914 со ст. с 19.03.1906). Войсковой старшина (ВП 19.12.1916 со ст. с 16.10.1916). Полковник (за выслугу лет, кон. 1919, под Каркаралинском). Генерал-майор (не ранее 1920).

## Служба
В 1 ОКП (1891—1894), в 6 ОКП (1896—1899), участвовал в подавлении Боксерского (или ихэтуаньское, 1899—1901) восстания в Китае в составе 2 Верхнеудинского полка ЗабКВ (1900—1901). В 6 ОКП (1903—1904, 1908, на 1912—1914). Командир ОКЗС (с 1914). Командир 1 ОКЗС, напр. в 5 ОКП (01.03.1915). В 12 ОКП (с 1915), командир сотни, пом. командира полка, в 5 ОКП (1916), жил в Оренбурге при большевиках (1918), в войсках А. И. Дутова (1918—1920). В распоряжении начальника Илецкого фронта. На Ташкентском фронте. Состоял в распоряжении войскового начальства ОКВ. Назначен помощником командира 8 ОКП (быв. 2 Правобережного — ПОКВ No 159. 13.09.1918). Помощник командира 8 ОКП. Отчислен от занимаемой должности как получивший другое назначение по распоряжению командующего фронтом с назначением в распоряжение командующего фронтом (ПОКВ No 254. 03—04.10.1918). Командир 8 ОКП (с 11.1918). Командир 30 ОКП (с 01.1919). Командир бригады 2 ОКД (с 09.1919). Пом. начальника 2 ОКД. Участник Голодного похода (22.11-31.12.1919). Командир 2 бригады 1 ОКД (с 06.01.1920). После разгрома Белой армии, в начале 1920 года, в составе отдельного Оренбургского корпуса численностью более 10 тыс. человек прикрывал переход отряда генерала А. С. Бакича в Китай и сам перешёл на территорию Китая с остатками армии Дутова.
В эмиграции — в Западном Китае (с 27.03.1920). Интернирован в лагере на р. Эмиль.

## Плен и арест
В мае 1921 из-за угрозы окружения красными, отряд возглавляемый генерал-лейтенантом А. С. Бакичем (1878—1922), двинулся на восток в Монголию через безводные степи Джунгарии (некоторые историки называют именно эти события Голодным походом). Основным лозунгом Бакича был: «Долой коммунистов, да здравствует власть свободного труда».
После боёв в конце октября остатки отряда Бакича сдались под Улангомом «красным» монгольским войскам, в 1922 году были выданы в Советскую Россию (23.12.1922). Большинство из них были убиты или умерли по дороге. А. С. Бакич и ещё 5 офицеров (генерал И. И. Смольнин-Терванд, полковники С. Г. Токарев и И. З. Сизухин, штабс-капитан Козьминых и корнет Шегабетдинов) были осуждены Военным трибуналом в Новониколаевске в мае 1922 и расстреляны 17 июня 1922. Другие офицеры (всего 11 человек) получили различные сроки заключения. Генерал-майор А. Колокольцов был осуждён за участие в Белой армии «на три года условно».

## Награды
Орден Св. Станислава 3-й ст. (06.05.1908), Орден Св. Анны 1-й ст., Орден Св. Владимир 3-й ст., Орден Св. Владимир 2-й ст. (в белой армии).

## Семья
Брат (младший): Константин Сергеевич Колокольцев (1886 — после 1920) — войсковой старшина, командир Оренбургского 1-го казачьего полка (1918), участник Голодного похода (1919), кавалер пяти орденов.
Супруга — дочь коллежского секретаря Елизавета Николаевна Бобылева (с 12.11.1901). Сын — Фёдор Александрович Колокольцев (05.02.1905 — 1987).
Жил в Оренбурге с 1928 по 1932, где и умер.